# Pseudokeronopsidae
Famille
Les Pseudokeronopsidae sont une famille de Ciliés de la classe des Hypotrichea et de l’ordre des Urostylida.

## Étymologie
Le nom de la famille vient du genre type Pseudokeronopsis, dont l'étymologie est similaire à celle du genre Neokeronopsis (famille des Neokeronopsidae). Le nom est en effet composé du préfixe pseudo-, « faux », et -keronopsis par allusion au genre Keronopsis (famille des Erionellidae) ; nom lui-même composé de keron, par allusion au genre Kerona (famille des Oxytrichidae), et opsis, du suffixe grec ops, « qui a l'aspect de ».

Quant au nom de genre Kerona Müller l’explique lorsqu'il décrit l’espèce Kerona rastellum

« ob organa externa, nec cilia, nec pilos, sed aculeos seu cornicula simulentia. »

 c'est-à-dire : « à cause des organes externes, ni cils ni poils, mais simulant des épines, ou des cornicules », comme celles de certains insectes ; le grec ancien κεράτια signifiant « caroubier » (du grec κέρας / kéras, « corne »). Les cornicules simulent en effet de « petites cornes ».

## Description
L'espèce Pseudokeronopsis flava (Cohn, 1866) Wirnsberger, Larsen et Uhlig, 1987, collectée dans des eaux saumâtres en Corée, est de forme ellipsoïdale allongée. Son cytoplasme est jaunâtre et souple. La zone adorale des membranelles (AZM), qui occupe 25 à 30 % du corps, est composée de 44 à 58 membranelles. Les cirres frontaux forment une double couronne composée de : 5 à 7 paires cirrales, 2 à 3 cirres frontoterminaux, un cirre buccal et 2 à 3 cirres transversaux. 
Sont observée aussi : des rangées médioventrales (milieu de la face ventrale) composées de 18 à 33 cirres, 34 à 53 cirres marginaux gauches et 40 à 58 cirres marginaux droits. Est aussi notée la présence de deux sortes de granules corticaux ; le plus grand est incolore et « en forme de cellule sanguine »", et le plus petit est jaunâtre.

## Habitat et répartition
Les espèces de la famille des Pseudokeronopsidae ont été observées à peu près partout à travers le globe et dans des milieux naturels très variés (eaux saumâtres, milieux lacustres, marins et terrestres).

## Liste des genres
Selon GBIF (27 mars 2023) :
- Apokeronopsis Shao, Hu, Warren, Al-Rasheid, Al-Quraishy & Song, 2007
- Heterokeronopsis Pan, Li, Li, Hu, Al-Rasheid & Warren, 2013
- Nothoholosticha Li, Zhang, Hu, Warren, Al-Rasheid, Al-Khedheiry & Song, 2009
- Pseudokeronopsis Borror & Wicklow, 1983 genre type
- Thigmokeronopsis Wicklow, 1981
- Uroleptopsis Kahl, 1932

## Systématique
Le nom valide de ce taxon est Pseudokeronopsidae Borror & Wicklow, 1983.